# Elladan och Elrohir
Elladan och Elrohir är två fiktiva karaktärer i J.R.R. Tolkiens berättelser om Midgård, söner till Elrond Halvalv och Celebrían och äldre bröder till systern Arwen.
Bröderna föddes år 130 i den Tredje Åldern och var vänner och kompanjoner med utbygdsjägarna i norr. De hjälpte till att försvara resterna av Arnor efter dess förstörelse och det norra konungadömets fall. Fem hundra år före Ringens Krig kom Celebrían att tillfångatas och torteras av orcher. Elladan och Elrohir räddade henne och dräpte orcherna, och deras far läkte hennes skador. Efter det närde de ett speciellt hat mot orcher för att deras moder led av dessa gärningar. Under Ringens Krig stred de tillsammans med Aragorn i slaget vid Pelenors Slätt i Gondor.
Liksom deras syster, fader och farbror kunde de välja om de ville bli dödliga eller odödliga. Eftersom de stannade kvar i Vattnadal efter deras faders resa till Valinor är det många som tror att de valde dödligheten. Dock skrev Tolkien aldrig vad de valde men noterade att de tilläts att ”försena” sina val. Det finns inget skrivet om vilken av tvillingarna som är äldst men varje gång de nämns som ett par är alltid Elladan skriven först och många har accepterat att Elrohir är den yngre.
Elladan och Elrohir förekommer vid ett tillfälle i Peter Jacksons Ringarnas herre vid slutet av Konungens återkomst när Aragorn krönts till konung och de förekommer även i kortspelet Ringarnas Herre. De finns även som modeller i Warhammerspelet som bygger på Ringarnas herre, då som ett tvillingpar. 
Elladan betyder “Halvmänniska” eller snarare “Alv-Dúnadan” och syftar på hans förfäder från både alverna och människorna (Edain). Elrohir betyder ”Alv-ryttare”, efter hans skicklighet som ryttare.